# ماهی خال‌خالی آبی
ماهی خال‌خالی آبی (انگلیسی: Blue mackerel) گونه‌ای ماهی است که در آب‌های گرمسیری و نیمه استوایی اقیانوس آرام از ژاپن تا استرالیا و نیوزیلند، در اقیانوس آرام شرقی (هاوایی و جزیره سوکورو، مکزیک) و اقیانوس هند - غرب، خلیج عمان و خلیج عدن، در آب‌های سطحی تا ۲۰۰ متر (۶۶۰ فوتی) زندگی می‌کند. در زبان ژاپنی، معروف به گوما سابا است. طول آن به‌طور معمول به ۳۰ سانتی‌متر (۱۲ اینچ) و وزن آن به ۱٫۴ کیلوگرم (۳٫۱ پوند) می‌رسد.